# Micrasepalum
Micrasepalum es un género con dos especies de plantas fanerógamas perteneciente a la familia de las rubiáceas. 
Es nativa del Caribe.

## Especies
- Micrasepalum eritrichoides (Wight ex Griseb.) Urb. (1913).
- Micrasepalum haitiense Urb. & Ekman (1927).